# Napomyza tanaitica
Napomyza tanaitica är en tvåvingeart som beskrevs av Zlobin 1993. Napomyza tanaitica ingår i släktet Napomyza och familjen minerarflugor. Inga underarter finns listade i Catalogue of Life.